# Short 330
O Short 330 (também conhecido como SD3-30) é um avião turboélice de pequeno porte produzido pela fabricante britânica de aviões Short Brothers. Tem capacidade para até 30 passageiros e era relativamente barato, além de um baixo custo de manutenção no momento da sua introdução, em 1976. O 330 foi baseado no Skyvan. O C-23 Sherpa foi a variante militar do 330. A produção da aeronave foi finalizada em 1992, com 141 unidades produzidas.

## Desenvolvimento
O Short 330 foi desenvolvido pela Short Brothers de Belfast a partir do Short Skyvan. O 330 tinha mais envergadura e fuselagem que o Skyvan, porém mantendo a fuselagem original do mesmo, em forma quadrada, permitindo-lhe transportar até 30 passageiros, mantendo boas características de seu antecessor. O primeiro protótipo do 330 voou em 22 de agosto de 1974.
O Short 330 é incomum por ter todo o seu combustível contido nos reservatórios situados diretamente acima do teto da cabine de passageiros. Outra característica incomum era o advento da cabine de comando contar com duas portas internas - uma para a o piloto e outra para o copiloto.
Enquanto a Shorts concentrou-se na produção dos aviões, o projeto também gerou dois variantes. O primeiro deles, o Short 330 UTT (Utility Tactical Transport, em português, Transporte Utilitário Tático), era uma versão militar de transporte equipado com o piso da cabine reforçado e rampas traseiras para pára-quedistas. O UTT foi vendido em pequenas quantidades, principalmente para a Tailândia, que comprou quatro unidades da aeronave.
O Short C-23 Sherpa era uma versão cargueira, também equipada com uma rampa traseira. Esta versão voou pela primeira vez em 23 de dezembro de 1982, com a primeira encomenda, para 18 aeronaves, sendo entregues para a Força Aérea dos Estados Unidos (USAF) em março de 1983, sendo utilizado para transportar peças de reposição entre as bases da USAF na Europa. Subsequentemente, uma encomenda de mais 16 aeronaves foi feita.

## Histórico Operacional
O Short 330 era uma aeronave destinada ao transporte aéreo regional de curto alcance, sendo projetado para tomar vantagem dos regulamentos aéreos norte americanos que permitiu que companhias aéreas regionais usassem aeronaves transportando até 30 passageiros, o que deu a capacidade ao Short 330 de substituir aeronaves como o Beechcraft Model 99 e o de Havilland Canada DHC-6 Twin Otter.
O 330 foi um pouco mais lento do que a maioria de seus competidores pressurizados, mas construiu uma reputação como um avião confortável, silencioso e resistente. O funcionamento silencioso do motor Pratt & Whitney PT6A-65R foi em grande parte devido a uma caixa de redução eficiente. A cabine foi o resultado de uma colaboração com os engenheiros da Boeing, que modelou o espaço interior, acessórios e decoração utilizados aviões maiores, além de possuir uma fácil e barata manutenção.
A produção terminou em 1992 com um total de cerca de 135 unidades construídas (incluindo a versão cargueira e militar). A partir de 1998, cerca de 35 ainda estavam em serviço. Mais tarde, o 330 foi refinado e fortemente modificado, resultando no Short 360, tendo como característica visível nesta última variante a presença de um estabilizador vertical convencional, ao invés de um estabilizador horizontal com duas derivas verticais semelhantes ao usado no modelo 330 e no Short Skyvan.

## Variantes
- 330-100: Variante original de produção, equipado com motores turboélices Pratt & Whitney Canada PT6A-45A and -45B;[14]
- 330-200: Variante com modificações pequenas e motores turboélices PT6A-45R, mais potentes;[14]
- 330-UTT: Variante militar do 330-200, equipado com portas de abertura interna e piso da cabine reforçado;
- Sherpa: Variante cargueira do 330-200, equipado com rampa traseira;
- C-23 Sherpa: Variante do Short Sherpa para a USAF.

## Operadores

### Civis
- Alemanha
  - DLT;[15]
- Argentina
  - Líneas Aéreas Privadas Argentinas (LAPA);[16]
- Bahamas
  - Bahamasair Cargo;[17]
- Estados Unidos
  - Air Cargo Carriers;[18]
  - Air North;[19]
  - Allegheny Commuter;[20]
  - American Eagle Airlines;[21]
  - Arctic Circle Air Service;[22]
  - Corporate Air;[23]
  - Era Alaska Cargo;[24]
  - Golden West Airlines;[25]
  - Hawaiian Airlines;[26]
  - McNeely Charter Service;[27]
  - Mountain Air Cargo;[28]
  - MVA - Mississippi Valley Airlines;[29]
  - New York Air Connection;[30]
- Fiji
  - Sunflower Airlines;[31]
- Grécia
  - Olympic Airlines;[32]
- Indonésia
  - Deraya Air Taxi;[33]
- Irlanda
  - Aer Lingus;[34]
  - Air Exports;[35]
- Nova Zelândia
  - Freedom Air;[36]
- Países Baixos
  - ALM Antillean Airlines;[37]
- Reino Unido
  - Air UK;[38]
  - Emerald Airways;[39]
  - Fairflight Charter;[40]
  - Gill Airways;[41]
  - Guernsey Airlines;[42]
  - Loganair;[43]
  - Manx Airlines;[44]
- Suécia
  - Syd Aero;[45]
- Tailândia
  - Thai Airways International;[46]
- Venezuela
  - Aeronaves del Centro;[47]

### Militares

#### Atuais
- Estados Unidos
  - Força Aérea dos Estados Unidos (USAF);[48]
  - Exército dos Estados Unidos (US Army);[48]
- Filipinas
  - Exército das Filipinas;[49]

#### Antigos
- Emirados Árabes Unidos
  - Força Aérea dos Emirados Árabes Unidos;[50]
- Tailândia - 
  - Exército Real Tailandês;[48]
  - Polícia Real Tailandesa;[48]
- Tanzânia
  - Comando de Força Aérea da Tanzânia;[48]
- Venezuela
  - Força Aérea Venezuelana [48]

## Especificações (330-200)
Dados de Jane's All the World's Aircraft 1988-1989 
Características Gerais
- Tripulantes: 3 (piloto, copiloto mais pessoal de cabine);
- Capacidade: 30 passageiros;
- Comprimento: 17.69 m (58 ft)
- Envergadura: 22.76 m (74 ft 8 in)
- Altura: 4.95 m (16 ft 3 in)
- Área Alar: 42.1 m2 (453 sq ft)
- Aerofólio: NACA 63A (Modificado)
- Peso Vazio: 6,680 kg (14,727 lb)
- Peso Máximo de Decolagem (MTOW): 10,387 kg (22,899 lb)
- Capacidade de Combustível: 2,546 L (560 imp gal; 673 US gal)
- Motor: 2x turboélice Pratt & Whitney Canada PT6A-45-R, 1.198 shp (893 kW) cada;
- Hélices: Hartzell, cinco pás, velocidade constante;

Desempenho
- Velocidade Máxima:  350 km/h (220 mph, 190 kn); (à altitude de cruzeiro de 3,000 m (10,000 ft))
- Velocidade de Cruzeiro: 300 km/h (180 mph, 160 kn); (à altitude de cruzeiro de 3,000 m (10,000 ft))
- Velocidade de Estol: 135 km/h (84 mph, 73 kn); (com trem de pouso e flapes baixas)
- Alcance: 1,695 km (1,053 mi, 915 nmi); (sem reservas; variante de passageiros; 1,966 kg (4,334 lb) de carga)
- Teto de Serviço: 6,100 m (20,000 ft)
- Razão de Subida: 6.0 m/s (1,180 ft/min)